# Wegekreuz Schanzerhöfe

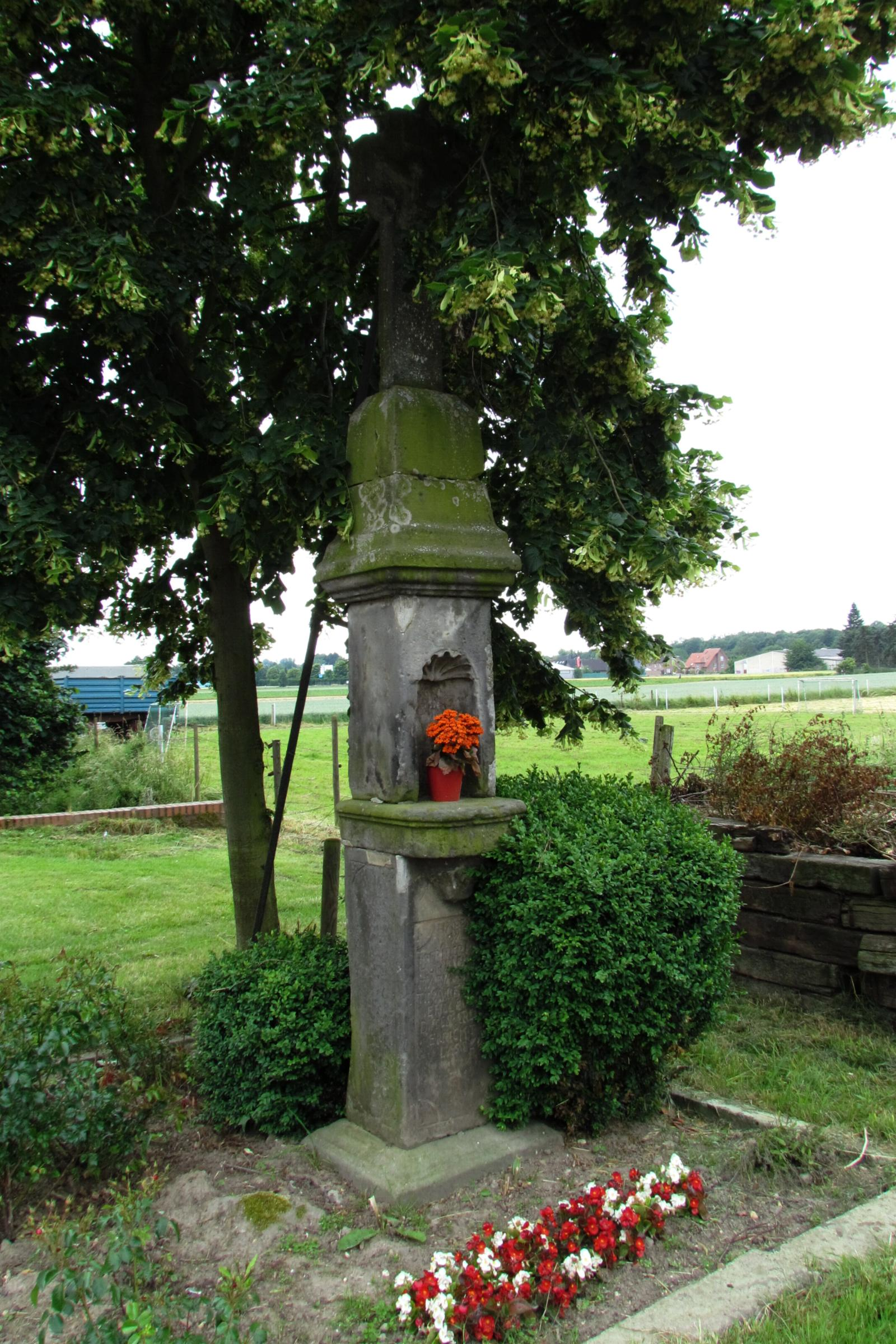
Wegekreuz

Das Wegekreuz Schanzerhöfe steht im Stadtteil Glehn in Korschenbroich  im Rhein-Kreis Neuss in Nordrhein-Westfalen.
Das Flurkreuz wurde 1751 erbaut und unter Nr. 063 am 16. September 1985 in die Liste der Baudenkmäler in Korschenbroich eingetragen.

## Architektur
Das hohe Kreuz wurde aus Sandstein gefertigt. Es steht auf einem Sockel mit Muschelnische. Auf dem hohen Haubendach stehen ein Steinkreuz mit einem Steinkorpus.
Auf dem Sockel sieht man eine Inschrift und eine Datierung.